# Константин Коняров
Константин Иванов Коняров е български писател и преводач.

## Биография
Константин Иванов Коняров е роден на 24 април 1910 година в град Стара Загора. Произхожда от мияшките села Росоки и Лазарополе в Македония. Рисува и пише от детска възраст. Учи в Художествената академия в София. През 1931 година във вестник „Жупел“ за пръв път печата стихове. Превежда поезия от руски език от 1935 година. Живее и работи в Стара Загора. Изявява се като литературен историк, краевед, преводач, публицист, критик. Пенсионира се през 1966 година.
Автор е на книгите „Жълта преса“ (стихове, 1933), „Корупция“ (хумористични стихотворения, 1935), „Прицели“ (сатири, 1944), „Нако Колев“ (биографичен очерк, 1956), „Самотна лодка се белее“ (студия за М. Ю. Лермонтов, 1992), „Зала на смеха“ (хумористични стихотворения, 1994). Редактира и участва в сборниците „Литературна Стара Загора“ (1955), „Страници за героите“ (1960), „Литературна Стара Загора“ (1965). Участва в сборници и антологии – „Жар“ (1936), „Усмивки с ирония“ (1939), „Антология 9 септември“ (1945), „Антология „Да работим“ (1945), „Вярност“ (1981) и др. Съставител и преводач на сборника „Гласове от Волга“ (1985) с произведения на писатели от Куйбишев-Самара. Превежда творби на около 50 поети, предимно руски и няколко стихотворения на френски поети комунари. Преводач на книгите „Бородино“ и други стихове“ от М. Ю. Лермонтов (1941), „Белите флагове“ от Нодар Думбадзе (роман, 1977), „Архангелската гара“ от Леонид Словин (повест, 1985). Коняров е един от основните редактори на вестника „Македонска студентска трибуна“, излизал 1932 – 1933 година. От 1961 година е редактор на хумористичната страница на вестника на Българската комунистическа партия в Стара Загора. Член е на Съюза на преводачите в България от 1982 година.
Умира на 7 март 2002 година. Посмъртно, през 2007 година е издадена книгата му „Градът на поетите“.